# Джолиет (Иллинойс)
Джо́лиет (англ. Joliet [ˌdʒoʊliˈɛt]) — город в штате Иллинойс в 64 км к юго-западу от Чикаго.
По данным переписи 2008 года население города составило 152 812 человек. Это самый быстрорастущий город в штате.

## История
История города началась в 1833 году, когда на месте будущего посёлка Чарльз Рид построил небольшую хижину. В 1852 году поселению был присвоен статус города. Название города — слегка изменённый вариант фамилии французско-канадского исследователя Луи Джолиета (Louis Jolliet), который в 1673 году исследовал эту местность.

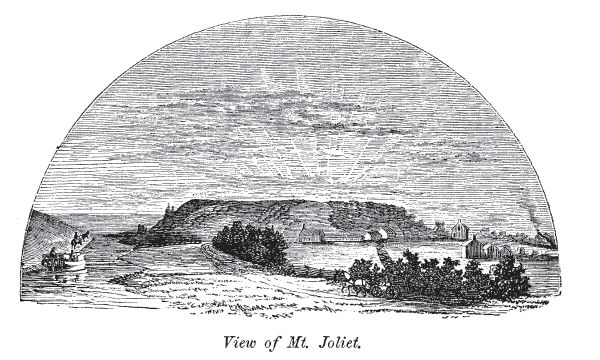
Город Джолиет
на рисунке 1865 года

Во время своего путешествия Джолиет на своих картах отметил в нескольких километрах от места будущего посёлка большой холм, полностью состоящий из глины. Первые поселенцы активно разрабатывали это месторождение, и вскоре оно уже представляло собой равнину. Практически сразу после окончания разработок на этом месте возник город, известный под названием Рокдэйл («каменная долина»).
В 1955 году город был награждён премией «All-America City Award» (с англ. — «Всеамериканский город») присуждаемой Национальной гражданской лигой, которую неофициально называют «Нобелевской премией за конструктивное гражданство» и которая выдается за активную гражданскую позицию жителей некорпоративных сообществ Соединённых Штатов в жизни местного самоуправления.

## Демография
На 1 июля 2008 года Джолиет был на 159 месте в списке самых крупных населённых городов США. По данным переписи 2000 года в городе проживало 106 221 человек. А по данным переписи, организованной индивидуально для города Джолиет в 2008 году, население города составило уже 152 812 человек. Плотность населения составила 1077 человек на квадратный километр.
Население города на 29,5 % состоит из жителей до 18 лет, 10,1 % — от 18 до 24 лет, 33,1 % — от 25 до 44, 16,3 % — от 45 до 64 и 11,0 % составили жители в возрасте 65 лет и старше.
Средний размер семьи составил 3,39 человека.
C 1 апреля 2000 года по 1 июля 2008 года Джолиет был самым быстрорастущим городом на среднем западе США и восемнадцатым в рейтинге самых быстрорастущих городов с населением более 100 000 человек на всей территории страны.

## Экономика
Как и многие другие города этого региона, Джолиет в достаточно высокой степени зависим от производственного сектора. В прошлом, во время очередной рецессии, в начале 80-х годов XX века уровень безработицы по городу достигал 25 %. Однако близость Чикаго всегда частично компенсировала нехватку рабочих мест. Вследствие этого Джолиет в последние десятилетия неуклонно превращается из сталелитейного города в пригород Чикаго.
Сфера развлечений в Джолиете представлена казино «Harrah’s» и одноимённым отелем с развлекательным комплексом, бейсбольным комплексом «Silver Cross Field», кинотеатром «Rialto Square Theatre», который входит в десятку самых красивых кинотеатров мира, четырьмя комплексами для гольфа и др.

## Известные уроженцы и жители города
- Энн Бэннон — писательница
- Джон Бэрроумен
- Нора Бэйес (1880—1928) — актриса, певица, комик
- Джимми Чемберлин
- Тайлер Кристофер (актёр)
- Адриан Карри (модель)
- Луис Деландер (1911—1985) — мисс Америка 1927 года
- Энди Дик
- Джон Хуболт — инженер-астрофизик
- Джордж Микан (1924—2005) — выдающийся баскетболист; прозвище — «Мистер Баскетбол»
- Роберт Новак (1931—2009) — журналист, писатель, телеведущий, политический комментатор
- Дэниз Ричардс
- Адам Рэпп — писатель, драматург, сценарист, режиссёр, музыкант
- Филлис Рейнолдс Нейлор — писательница, автор многочисленных книг для детей и подростков
- Лайонел Ричи

## В популярной культуре
- Действие фильма Афера разворачивается в этом городе.
- Один из главных героев фильма Братья Блюз, Джейк Блюз, выходит в начале фильма из тюрьмы города Джолиет и носит кличку Джейк «Джолиет» Блюз.
- В городе стояла выдуманная тюрьма «Фокс Ривер» в телесериале «Побег»(2005—2009).